# 米歇爾·泰洛
米歇爾·泰洛（葡萄牙語：Michel Teló，1981年1月21日—）是巴西著名的民谣歌手。在独自表演之前，他曾领导过多支乐队。他在巴西全球范围内最热的单曲是Ai se eu te pego（嘿，如果我抓到了你），这支单曲在欧洲多个国家、拉丁美洲及加拿大魁北克省取得第一名的佳绩。

## 奖项及提名
在单独表演之前，Michel Teló即发表了自己的首张录音室专辑《Balada Sertaneja》。尽管这张专辑并没有在商业上取得巨大的成功，但仍被提名为年度革命性专辑。
但随后的现场录音专辑《Michel Teló – Ao Vivo》取得了巨大的成功，并被拉丁格莱美奖提名为"Best Sertanejo Album"。

## 唱片

### 录音室唱片
- 2009: Balada Sertaneja

### Live集
- 2010: Michel Teló – Ao Vivo
- 2011: Michel na Balada